# František Nábělek

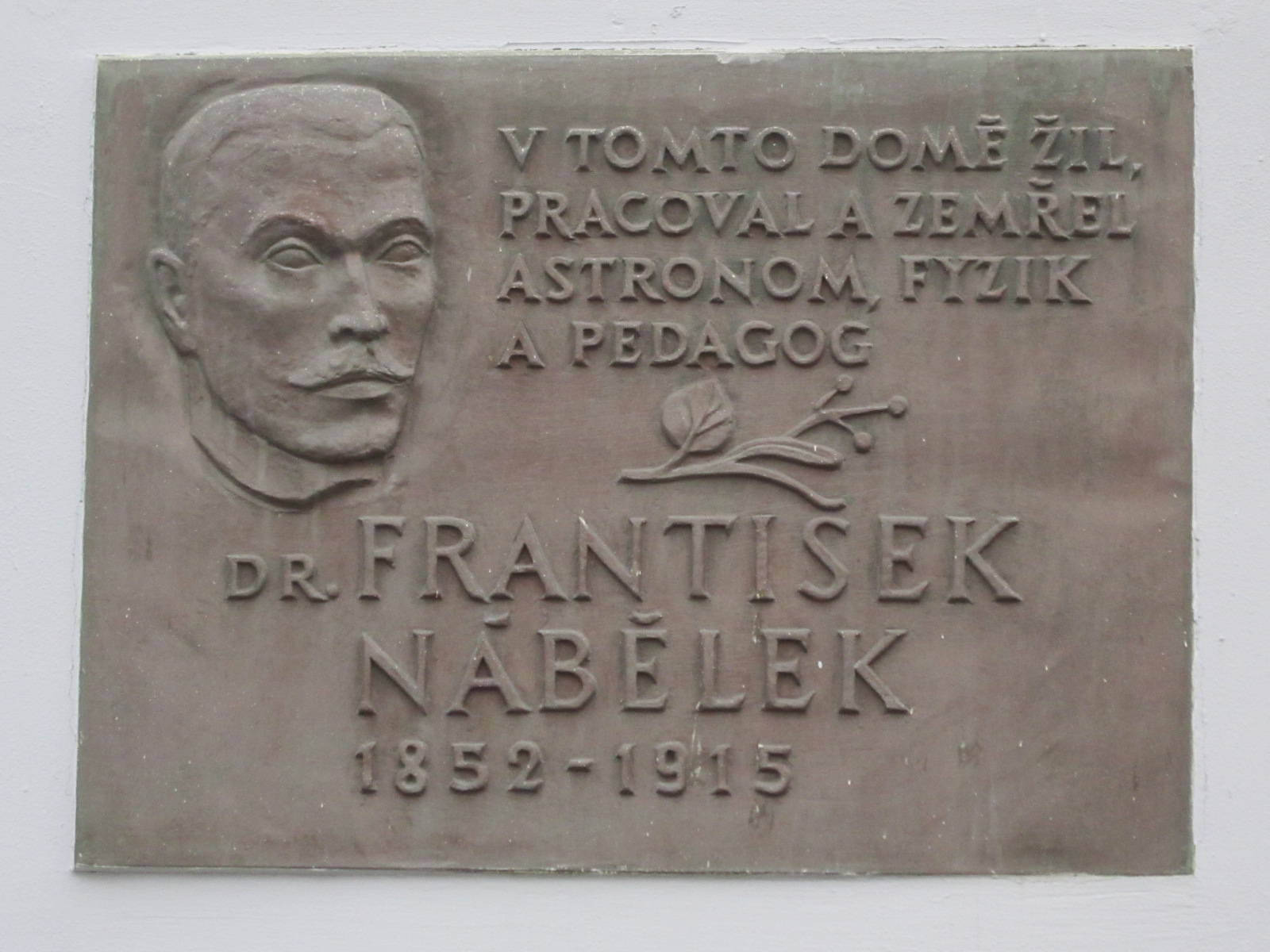
Nábělkova pamětní deska

František Nábělek (3. března 1852 Cetechovice – 29. října 1915 Kroměříž) byl český pedagog, fyzik a astronom, který v rotundě Květné zahrady v Kroměříži instaloval Foucaultovo kyvadlo.

## Biografie

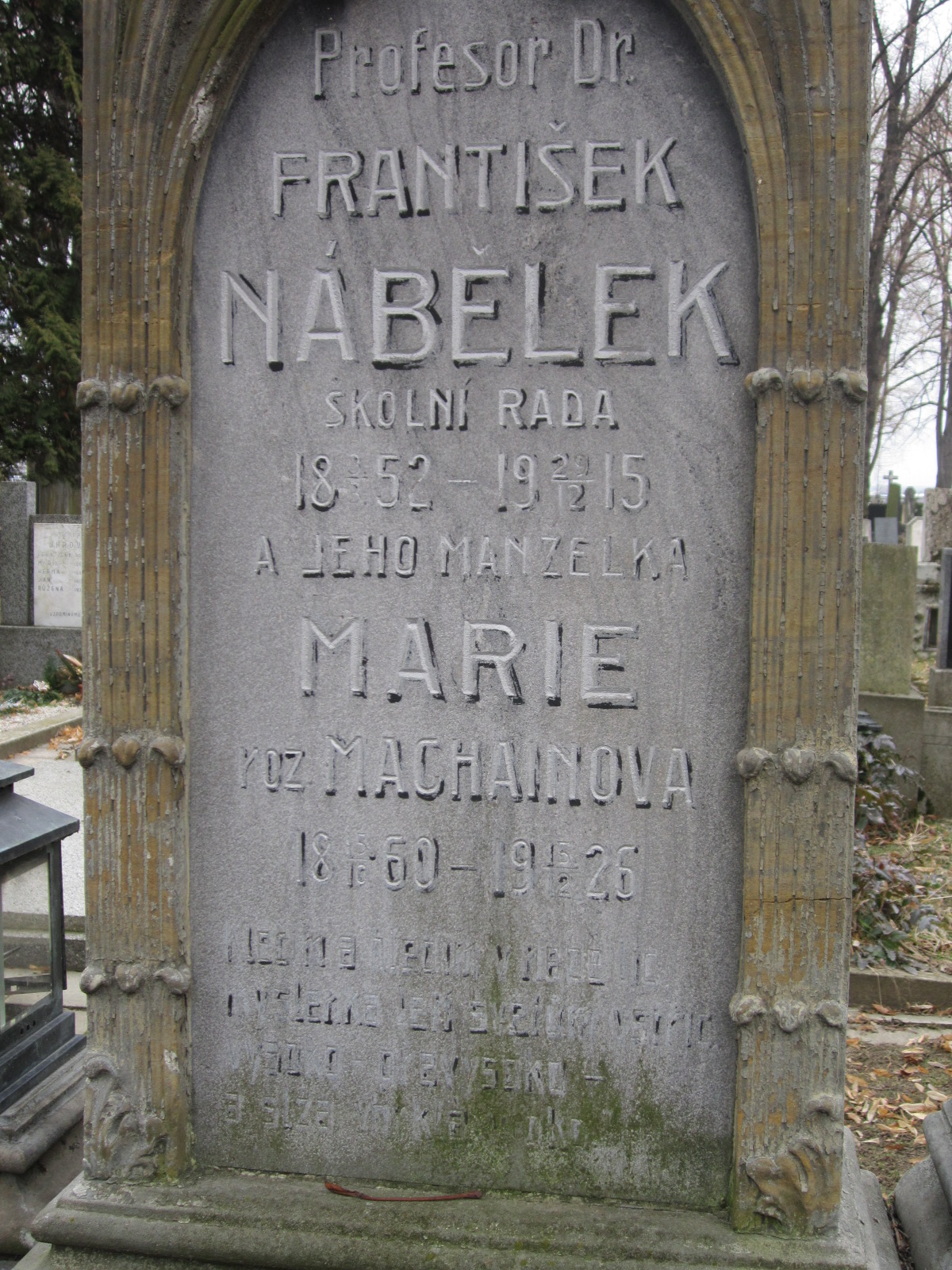
Nábělkův náhrobek, na kterém byl uveden měsíc úmrtí prosinec; v různých zdrojích bývá uveden říjen (podle Matričního záznamu o úmrtí a pohřbu zemřel v říjnu)

Vyrůstal v rodině čtvrtláníka Josefa Nábělka. Jeho studijní předpoklady objevil střílecký farář, na jehož popud odešel studovat do Kroměříže. Nejprve se musel naučit němčinu na hlavní škole u piaristů, latinu jej vyučoval farář ze Střílek. Na svá studia si musel sám vydělávat. Po úspěšném složení maturitní zkoušky se odebral studovat do Vídně. Zde úspěšně dokončil svá studia, po kterých se vydal na učitelskou praxi nejprve na piaristickém gymnáziu v Kroměříži (později postátněno na německé gymnázium), dva roky vyučoval na českém gymnáziu v Přerově (dnešní gymnázium Jakuba Škody)) a poté opět zpátky na německém gymnáziu v Kroměříži. Získal profesorskou aprobaci z matematiky, fyziky, češtiny, filozofie a těsnopisu převážně pro vyšší třídy střední školy českých i německých a filozofický doktorát z klasické filologie.
Byl aktivní i politicky. Patřil do katolického táboru. Ve volbách do Říšské rady roku 1911 jej na Zlínsku porazil T. G. Masaryk. Zemřel v roce 1915 na rakovinu žaludku, a je pohřben na kroměřížském hřbitově.
Na jeho náhrobek byl vytesán úryvek z básně Jana Nerudy:

„Klečím a hledím v nebe líc,

myšlenka hledí světům vstříc. 

Vysoko-převysoko a slza vnikla v oko.“

Postupem času se tento verš stal téměř nečitelným. Péčí správy hřbitova byl v roce 2018 nápis na náhrobku obnoven.

### Rodinný život
Dne 22. ledna 1883 se v Kroměříži oženil s dcerou učitele Marií Machainovou.
Syn prof. PhDr. František Nábělek (1884–1965) byl botanik, působil mj. na Univerzitě Komenského v Bratislavě. Za německé okupace se zapojil do protinacistického odboje. Dcera Anna Nábělková (1891–1931) byla klavírní virtuoska. Syn MUDr. Ludvík Nábělek byl protinacistický odbojář a účastník Slovenského národního povstání.

## Pokusy a přednášky

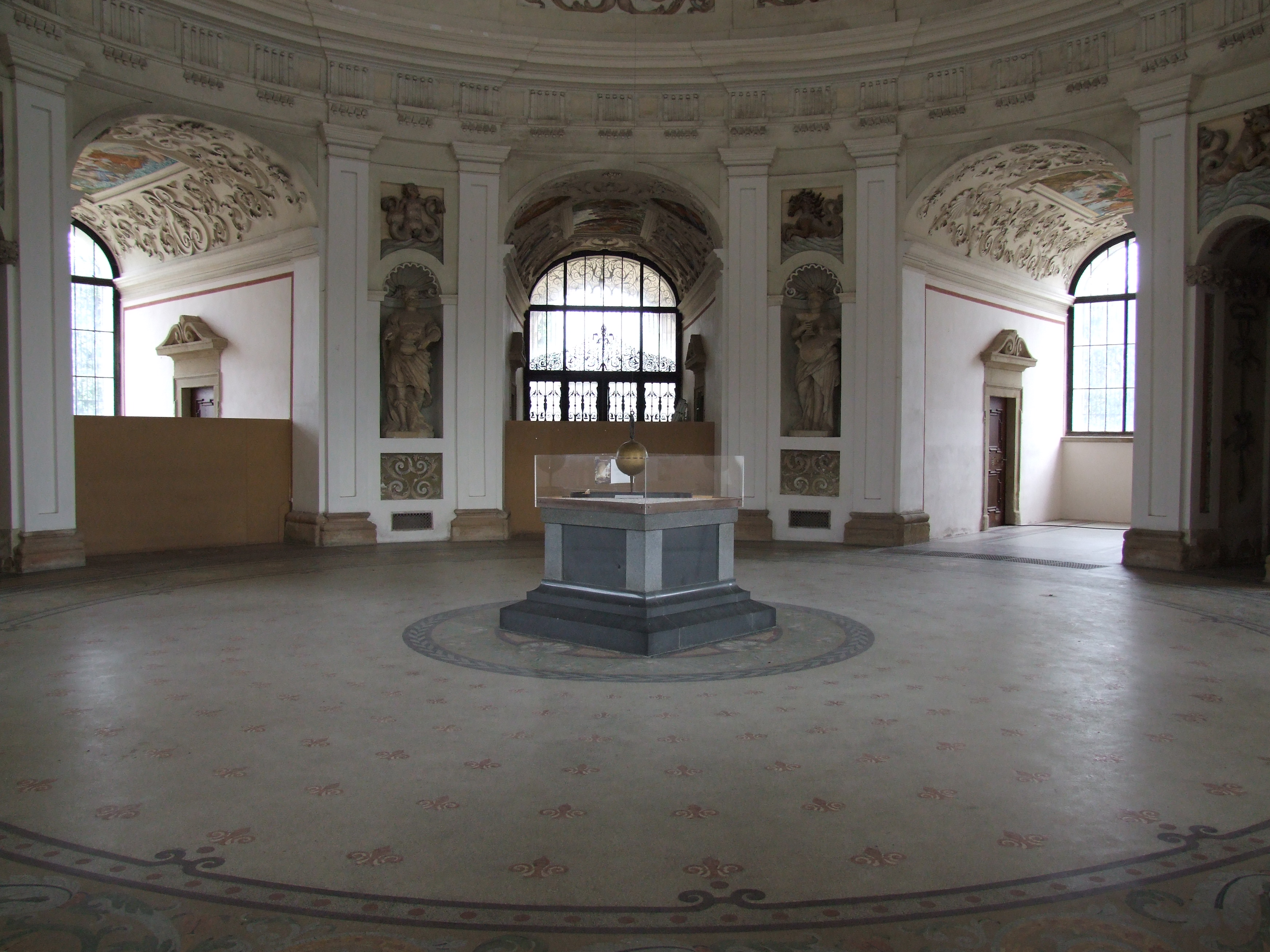
Foucaultovo kyvadlo v Květné zahradě, které nainstaloval

Uměl své posluchače zaujmout nejenom svým hlasovým projevem, ale i svými pokusy. Zajímal se zejména o pokusy s elektrickým výbojem ve vakuovaných trubicích. Vlastnosti záření, které je tímto výbojem vyvoláno, později objevil W. C. Röntgen, a byly nejprve pojmenovány jako paprsky X, nyní se tento jev označuje jako rentgenové záření. Přednášel nejčastěji o astronomii v Měšťanském nadsklepí v Kroměříži, např. o Měsíci, o Slunci, o meteoritech a kometách. Jeho pozorování nebeské oblohy za městem, ale i pokusy s Foucaultovým kyvadlem dlouhým 24 m navštívilo mnoho lidí z okolí.
Během svého života vytvořil řadu hvězdných map, s některými mu pomáhala jeho dcera Marie, jednalo se o první původní české mapy hvězdné oblohy vydané v Čechách. Dále publikoval knížku O hvězdách (1906). Svá pojednání a práce zveřejňoval ve výročních zprávách, nebo časopisech.